# Championnat du Honduras de football 1966-1967
Navigation
Saison précédente Saison suivante
La LINAFUT 1966-1967 est la deuxième édition de la première division hondurienne.
Lors de ce tournoi, le CD Platense a tenté de conserver son titre de champion du Honduras face aux neuf meilleurs clubs honduriens.
Chacun des dix clubs participant était confronté deux fois aux neuf autres équipes.
Seulement une place était qualificative pour la Coupe des champions de la CONCACAF.

## Les 10 clubs participants
| \| Tegucigalpa: Atlético Español CD Motagua CD Olimpia CD Troya San Pedro Sula: CD Marathon Real España CD San Pedro Tegucigalpa CD Honduras San Pedro Sula Tegucigalpa San Pedro Sula CD Platense San Pedro Sula Tegucigalpa CD Vida \| Localisation des clubs engagés dans le championnat. |
| Tegucigalpa: Atlético Español CD Motagua CD Olimpia CD Troya San Pedro Sula: CD Marathon Real España CD San Pedro Tegucigalpa CD Honduras San Pedro Sula Tegucigalpa San Pedro Sula CD Platense San Pedro Sula Tegucigalpa CD Vida                                                           |

| Club             | Stade                        | Capacité          | Ville          |
| Atlético Español | Stade inconnu                | Capacité inconnue | Tegucigalpa    |
| CD Honduras      | Stade inconnu                | Capacité inconnue | El Progreso    |
| CD Marathon      | Stade Yankel Rosenthal       | 15 000            | San Pedro Sula |
| CD Motagua       | Stade Tiburcio Carias Andino | 35 000            | Tegucigalpa    |
| CD Olimpia       | Stade Tiburcio Carias Andino | 35 000            | Tegucigalpa    |
| CD San Pedro     | Stade inconnu                | Capacité inconnue | San Pedro Sula |
| CD Platense      | Stade Excelsior              | 10 000            | Puerto Cortés  |
| Real España      | Stade Francisco Morazán      | 20 000            | San Pedro Sula |
| CD Troya (en)    | Stade Tiburcio Carias Andino | 35 000            | Tegucigalpa    |
| CD Vida          | Stade Nilmo Edwards          | 25 000            | La Ceiba       |

## Compétition
Les dix équipes affrontent à deux reprises les neuf autres équipes selon un calendrier tiré aléatoirement.
Le classement est établi sur l'ancien barème de points (victoire à 2 points, match nul à 1, défaite à 0).
Le départage final se fait selon les critères suivants :
- Le nombre de points.
- Un match de barrage en cas de qualification en jeu.

| Rang | Équipe           | Pts | J  | G  | N | P  | Bp | Bc | Diff |
| ---- | ---------------- | --- | -- | -- | - | -- | -- | -- | ---- |
| 1    | CD Olimpia       | 29  | 18 | 14 | 1 | 3  | 35 | 19 | +16  |
| 2    | CD Marathon      | 23  | 18 | 9  | 5 | 4  | 42 | 27 | +15  |
| 3    | CD Vida          | 19  | 18 | 6  | 7 | 5  | 31 | 26 | +5   |
| 4    | Real España      | 19  | 18 | 7  | 5 | 6  | 25 | 21 | +4   |
| 5    | CD San Pedro     | 18  | 18 | 5  | 8 | 5  | 31 | 32 | -1   |
| 6    | CD Honduras      | 18  | 18 | 7  | 4 | 7  | 25 | 30 | -5   |
| 7    | Atlético Español | 16  | 18 | 6  | 4 | 8  | 25 | 31 | -6   |
| 8    | CD Platense (T)  | 16  | 18 | 6  | 4 | 8  | 25 | 31 | -6   |
| 9    | CD Motagua       | 13  | 18 | 5  | 3 | 10 | 24 | 31 | -7   |
| 10   | CD Troya (en)    | 10  | 18 | 3  | 4 | 11 | 14 | 30 | -16  |

| Légende : Qualifications et relégations | Légende : Qualifications et relégations                             |
| --------------------------------------- | ------------------------------------------------------------------- |
|                                         | Coupe des champions de la CONCACAF 1967 (1er Tour de qualification) |
|                                         | Relégué en Liga Nacional de Ascenso                                 |
|                                         | (T) : Tenant du titre                                               |

## Bilan du tournoi
| Tableau d'Honneur                   |            |
| Compétition                         | Vainqueur  |
| Liga Nacional de Fútbol de Honduras | CD Olimpia |

| Qualifications continentales 1967-1968 |            |
| Coupe des champions de la CONCACAF     | Qualifiés  |
| 1er tour de qualification              | CD Olimpia |

| Promotions et relégations           |                     |
| Relégué en Liga Nacional de Ascenso | CD Troya (en)       |
| Promu de Liga Nacional de Ascenso   | Atlético Indio (en) |